# ジャック・トゥィマン
ジャック・トゥィマン (Jack Twyman、1934年5月11日 - 2012年5月30日) はアメリカ男子プロバスケットボールリーグNBAのシンシナティ・ロイヤルズ（現サクラメント・キングス）で活躍した元バスケットボール選手。ペンシルベニア州ピッツバーグ出身。1983年には殿堂入り。背番号『27』はキングスの永久欠番となっている。日本ではジャック・トワイマンとも表記される。

## 経歴
ジャック・トゥィマンことジョン・ケネディ・トゥィマンは高校はセントラル・カトリック高校で過ごしたが、彼は最初の3年間は同校のバスケットチームに入ることができず、プレイできたのは実質最後の1シーズンだけだったが、この短い期間で一気に上達したトゥィマンは優秀なシューターとして名を挙げた。この頃多くのスポーツ選手が集うことで有名なピッツバーグ市のメロン公園に通うようになり、ここでモーリス・ストークスと出会い、交友を深めた。
トゥィマン はシンシナティ大学に進学。2年目には中心選手として活躍するようになり、最終学年には24.6得点16.5リバウンドを記録している。

### NBAキャリア
大学卒業後、トゥィマンはNBAキャリア11年間全てを過ごすことになるロチェスター・ロイヤルズから2巡目全体8位指名を受ける。ロイヤルズは全体2位指名でモーリス・ストークスも指名しており、トゥィマンは少年時代を共に過ごしたストークスとチームメイトになった。
ルーキーイヤーは14.4得点6.5アシストを記録。トゥィマンは素晴らしい新人選手だったが、ストークスはさらに素晴らしい新人選手で、彼は1年目からチームの花形選手として大活躍し、ロイヤルズはトゥィマンにストークス、2人の新人選手のチームとなった。トゥィマンは2年目には早くもオールスターに選ばれ、チームがロチェスターからシンシナティに本拠地を移した3年目の1957-58シーズンに記録したフィールドゴール成功率45.2%はリーグ1位となり、チームも3シーズンぶりにプレーオフに進出した。彼らは順調なキャリアを積み重ねているかに見えたが、このシーズンの最終戦でストークスが試合中の事故にが原因で半身不随となってしまい、引退を余儀なくされるという不幸が襲った。ストークスの引退が引き金となりチームは瓦解し、将来を嘱望されるはずだったロイヤルズは翌シーズンは酷い不振に陥った。中心選手の多くがチームを去り、ここからトゥィマンの孤軍奮闘が始まった。
ストークスが引退に追い込まれた翌1958-59シーズンにトゥィマンは飛躍的に成績を伸ばし、25.8得点9.8リバウンドを記録すると、さらに翌1959-60シーズンにはキャリアハイの31.2得点8.9リバウンドを記録。得点王レースではこのシーズンからウィルト・チェンバレンがNBAデビューを果たしたため、惜しくも2位に終わったが、トゥィマンはチェンバレンと共にシーズンの得点アベレージが30得点を突破したNBA初の選手となった。戦力不足のチームの中で懸命にプレイし続けたトゥィマンの努力が報われたのは、シーズン終了後の1960年のNBAドラフトだった。
ロイヤルズはこのドラフトでオスカー・ロバートソンを指名。トゥィマンはエースの座をこの稀代の名選手に譲ることになったが、彼の加入でトゥィマンの負担は大幅に軽減され、チームも上昇気流に乗り始めた。ロバートソンが加入して2年目の1961-62シーズンには43勝37敗を記録して4シーズンぶりにプレーオフに進出する。トゥィマン自身は翌1962-63シーズン以降から得点アベレージが20得点を割り込むようになるが、1964年にはジェリー・ルーカスが加入し、ロイヤルズは当時のチーム記録となる55勝をあげた。
トゥィマンは31歳となった1966年に現役から引退した。NBA通算成績は11シーズン832試合の出場で、15,840得点5,424リバウンド、平均19.2得点6.6リバウンドだった。長年に渡ってロイヤルズ（現サクラメント・キングス）を支え続けたトゥィマンは、キャリア通算出場試合でサム・レイシーに次ぐ歴代2位、通算得点でオスカー・ロバートソンに次ぐチーム歴代2位、通算リバウンドでリーグ5位につけており、またキングスのチーム記録となる1試合59得点を達成している。
引退後は1960年代から70年代後半にかけてABCのNBA解説者として働いた。
2012年5月30日、血液のがんによる合併症のため、シンシナティのホスピスで死去。78歳没。

## トゥィマンとストークス
トゥィマンとストークスは同じペンシルベニア州の出身であり、少年時代にはメロン公園で多くの時間を共に過ごした。トゥィマンはそのストークスが試合中の事故で昏睡状態に陥り、24時間の介護を受けなければ1週間も生きてはいけず、またそのためには莫大な医療費が掛かることを知り、知人の判事に頼んで彼の合法的な保護者となり、医療費もトゥィマンが支払うことになった。
ストークスが抜け、さらに多くの中心選手が去ったロイヤルズで孤軍奮闘を続けたトゥィマンは年2万ドルのチーム1の高級取りとなっていたが、それでも医療費を払うには不足したため、トゥィマンは昼夜を問わず働き続けた。コートの中ではダブルヘッダーとなるエキシビジョンゲームを開催してその出演料を得るなどし、コートの外ではビジネスを展開し、ソースメーカーの仲買人として利益を上げた。トゥィマンはストークスのために様々な活動をしながらも、本業のNBA選手としてもチームのエースという大任を果たし、またキャリア11シーズンのうち欠場があったのは2シーズンのみと、この時期のトゥィマンがこなした仕事量は常軌を逸していた。
それでも1958年にはお金が尽きたため、トゥィマンはニューヨークでエキシビジョンゲームを開催し、1万ドルの寄付金を集めることに成功し、その後も1年毎に開催され、多くの著名な選手が参加した。このチャリティーゲームは貧困に苦しむ選手を救済するための恒例行事となり、2000年以降は『モーリス・ストークス／ウィルト・チェンバレン－セレブリティ・プロ・アマ・ゴルフ・トーナメント』に姿を変えて存続している。
またストークスが昏睡状態から目覚め、リハビリの日々を送るようになってからは毎日のように彼の病室を訪れ、またトゥィマンが行けない日は彼の妻がお見舞いに行っていた。目覚めた当初のストークスは言葉を発することもままならなかったが、トゥィマンとは瞬きによってコミュニケーションが取れていたという。トゥィマンは自身が現役から引退した後もストークスへの支援を続けたが、ストークスは1970年に心臓発作で亡くなった。
白人のトゥィマンと黒人のストークスの関係は人種の壁を越えた美談として広く人々に伝えられ、時には各地から寄付金が寄せられることもあった（同時に差別主義者からは嫌がらせの手紙を受けることもあった）。ストークスの死後の1973年には2人の友情を描いた映画"MAURIE"（ダニエル・マン監督）が公開され、トゥィマン役はボー・スヴェンソンが演じた。

## 個人成績
| *    | リーグ1位    |
| 太字 | キャリアハイ |

### レギュラーシーズン
| Season   | Team     | GP  | MPG  | FG%   | FT%  | RPG | APG | PPG  |
| -------- | -------- | --- | ---- | ----- | ---- | --- | --- | ---- |
| 1955–56  | ROC CIN  | 72  | 30.4 | .422  | .685 | 6.5 | 2.4 | 14.4 |
| 1956–57  | ROC CIN  | 72  | 32.5 | .439  | .760 | 4.9 | 1.7 | 16.3 |
| 1957–58  | ROC CIN  | 72  | 30.3 | .452* | .775 | 6.4 | 1.5 | 17.2 |
| 1958–59  | ROC CIN  | 72  | 37.7 | .420  | .783 | 9.1 | 2.9 | 25.8 |
| 1959–60  | ROC CIN  | 75  | 40.3 | .422  | .785 | 8.9 | 3.5 | 31.2 |
| 1960–61  | ROC CIN  | 79  | 37.0 | .488  | .731 | 8.5 | 2.8 | 25.3 |
| 1961–62  | ROC CIN  | 80  | 37.4 | .479  | .811 | 8.0 | 2.7 | 22.9 |
| 1962–63  | ROC CIN  | 80  | 32.8 | .480  | .811 | 7.5 | 2.7 | 19.8 |
| 1963–64  | ROC CIN  | 68  | 29.4 | .450  | .829 | 5.4 | 2.0 | 15.9 |
| 1964–65  | ROC CIN  | 80  | 28.0 | .443  | .828 | 4.8 | 1.7 | 14.5 |
| 1965–66  | ROC CIN  | 73  | 12.9 | .450  | .812 | 2.3 | 0.8 | 7.4  |
| Career   | Career   | 823 | 31.8 | .450  | .778 | 6.6 | 2.3 | 19.2 |
| All-Star | All-Star | 6   | 19.5 | .559  | .650 | 3.5 | 1.3 | 14.8 |

### プレーオフ
| Year   | Team   | GP | MPG  | FG%  | FT%    | RPG  | APG | PPG  |
| ------ | ------ | -- | ---- | ---- | ------ | ---- | --- | ---- |
| 1958   | CIN    | 2  | 37.0 | .333 | .583   | 11.0 | 0.5 | 18.5 |
| 1962   | CIN    | 4  | 37.3 | .436 | 1.000  | 7.3  | 3.0 | 19.0 |
| 1963   | CIN    | 12 | 34.2 | .449 | .844   | 8.2  | 2.5 | 20.8 |
| 1964   | CIN    | 10 | 35.4 | .472 | .796   | 8.7  | 1.6 | 20.5 |
| 1965   | CIN    | 4  | 24.3 | .396 | 1.000* | 4.3  | 0.8 | 12.3 |
| 1966   | CIN    | 2  | 5.5  | .500 | .500   | 1.0  | 0.0 | 2.5  |
| Career | Career | 34 | 32.2 | .441 | .824   | 7.5  | 1.8 | 18.3 |